# 전주향교 대성전
전주향교 대성전(全州鄕校 大成殿)은 대한민국 전북특별자치도 전주시 완산구, 전주향교에 있는 건축물이다. 1971년 12월 2일 전라북도의 유형문화재 제7호로 지정되었다.

## 개요
대성전은 공자를 모신 사당이다. 유교를 통치이념으로 삼았던 조선시대에는 향교에 공자를 모신 사당을 두고, 유학을 장려했다. 이 대성전은 효종 4년(1653)에 다시 세우고, 대한제국 융희 원년(1907)에 다시 고쳐 오늘에 이르고 있다. 대성전에는 공자의 위패를 가운데 모시고, 동․서쪽으로 맹자 등 네 성인, 공자의 제자 열 사람, 주자 등 중국 송나라 때 유학자 여섯 사람을 함께 모셨다. 동무․서무에는 신라시대 설총을 비롯하여 중국과 우리 나라 유학자 분들의 위패를 모시고 있다. 향교에서는 매달 음력 초하루와 보름에 사당에 향불을 피워 올리고, 매년 봄․가을에는 석전대제(釋典大祭)를 지냈다. 관청의 후원을 받아 향교의 선비들이 주관하여 치렀던 이 제사는, 공자의 뜻을 기리는 큰 행사이다.

## 현지 안내문
대성전은 공자를 모신 사당이다. 유교를 통치이념으로 삼았던 조선시대에는 향교에 공자를 모신 사당을 두고, 유학을 장려했다. 이 대성전은 효종 4년(1653)에 다시 세우고, 대한제국 융희 원년(1907)에 다시 고쳐 오늘에 이르고 있다. 대성전에는 공자의 위패를 가운데 모시고, 동·서쪽으로 맹자 등 네 성인, 공자의 제자 열 사람, 주자 등 중국 송나라 때 유학자 여섯 사람을 함께 모셨다. 동무·서무에는 신라시대 설총을 비롯하여 중국과 한국의 유학자 분들의 위패를 모시고 있다. 향교에서는 매달 음력 초하루 보름에 사당에 향불을 피워 올리고 매년 봄·가을에는 석전대제를 지냈다. 관청의 후원을 받아 향교의 선비들이 주관하여 치렀던 이 제사는, 공자의 뜻을 기리는 큰 행사이다.

## 갤러리

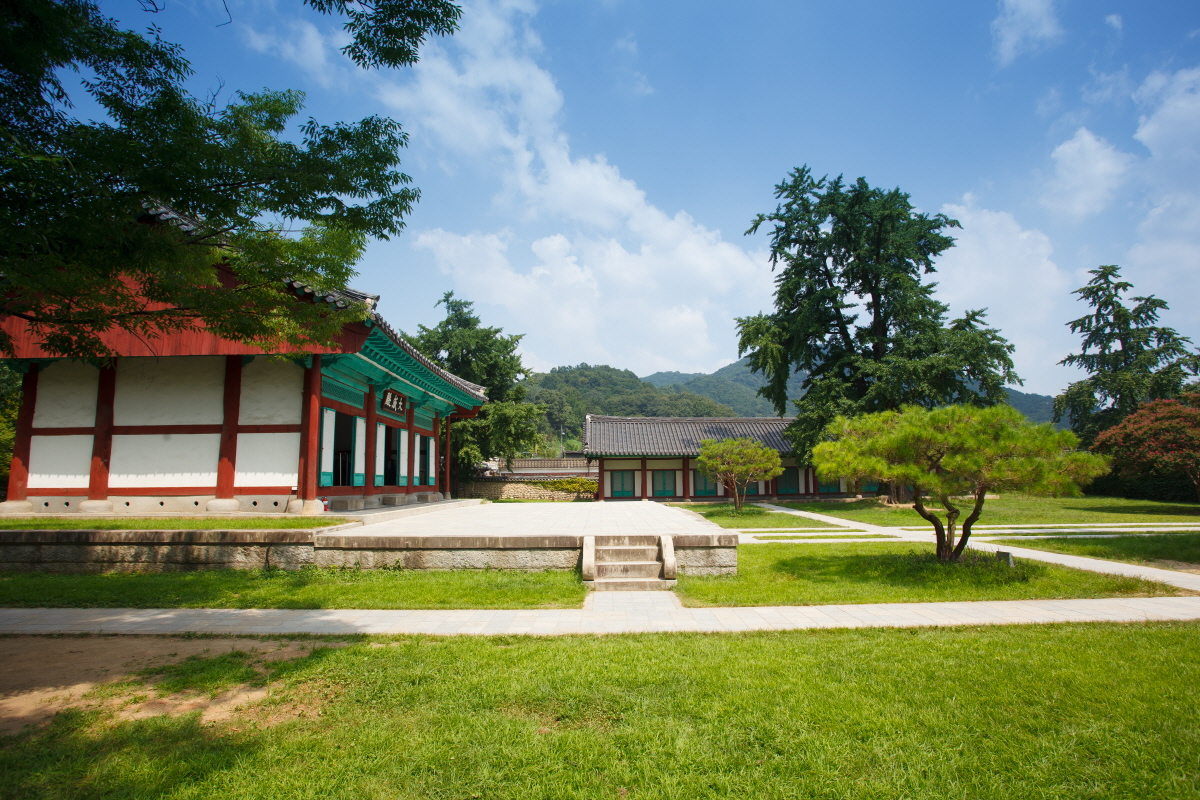
전경1
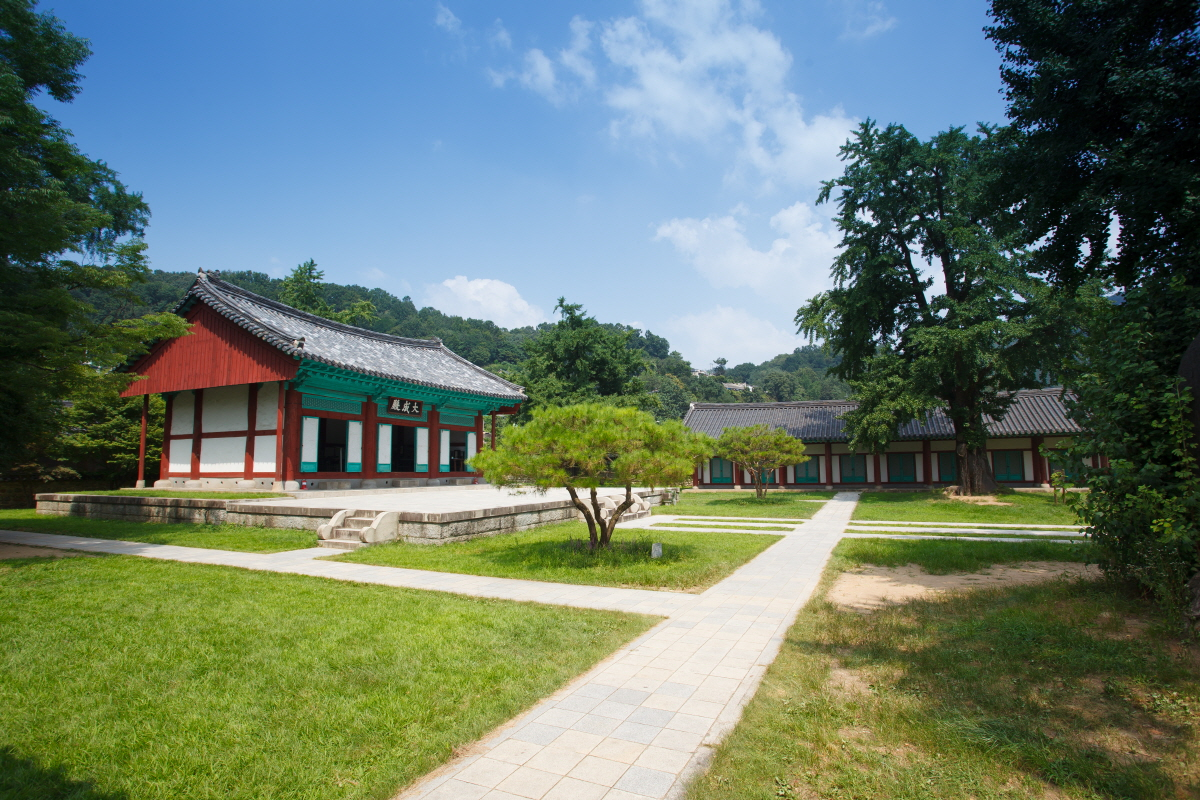
전경2
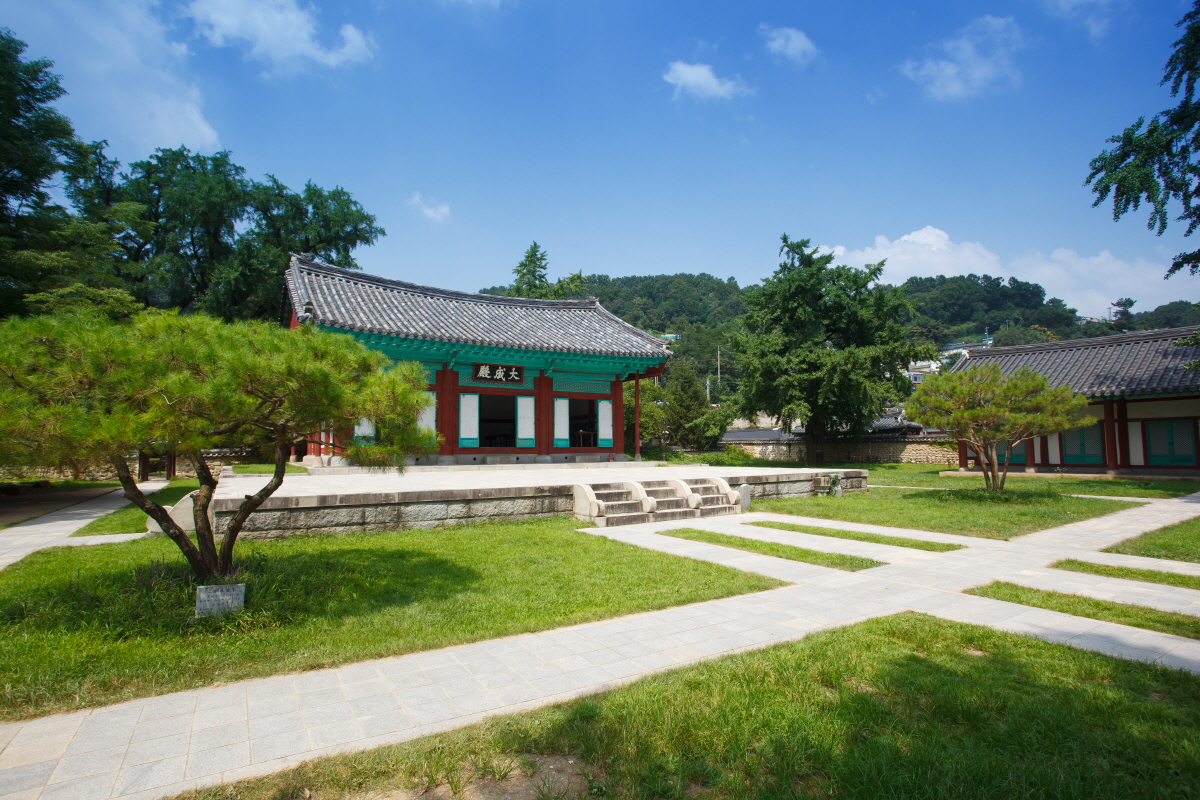
전경3
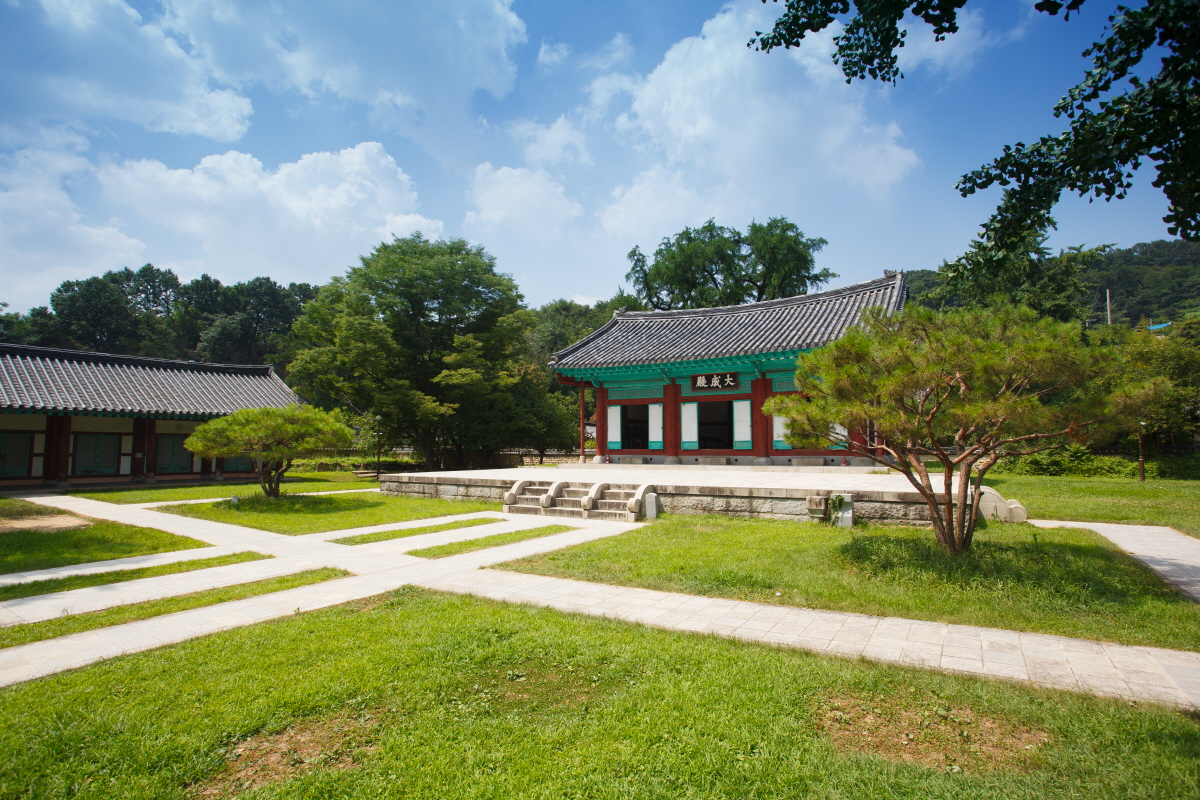
전경4

## 같이 보기
- 전주향교 - 사적 제379호

## 참고 자료
- 전주향교대성전 - 국가유산청 국가유산포털